# 高捷 (萬曆己未進士)
高捷（1567年—1633年），字心泰，號龍門，直隶真定府赵州宁晋县人。

## 生平
曾祖高禄，祖高拱，父高凌烟，赠文林郎江西道御史，再赠奉政大夫大理寺左寺丞。母王氏，封太孺人，赠太宜人。兄高推，万历三十五年丁未科进士。
万历四十三年（1615年）乙卯科顺天乡试十四名举人，四十七年（1619年）己未科進士，寻丁父忧，天啓二年（1622年）授河南固始知县，平白莲教李思贤等乱，中州刊传《高侯平妖集》，四年本省同考。旋以母忧去，服除，再令固始，崇祯元年授山东道御史，三月疏劾工部主事杨惟和、袁熿冒居副宪，少卿加衘陕西新督臣史永安、王之采以建祠互相推诿，词臣吴孔嘉借黄山献謏，流毒乡井，章下所司。八月，以疏紏辅臣刘鸿训，帝以捷肆意妄言，夺俸三月示惩。已而告归。崇祯二年，吏部尚书王永光具疏特荐，以特旨起用，起补江西道御史。时袁崇焕被逮下狱，十二月高捷即疏参辅臣钱龙锡与崇焕奸逆相倚，崇焕之杀毛文龙也，龙锡密语手书，不一而足，即崇焕疏中亦有辅臣龙锡低徊私商之句，两人阴谋诡计，目中安知有皇上乎？三年奉命巡按山东，劾府道四州县二十人，东省肃然。三年庚午科山东乡试，拔来仪、左懋第、姜埰等人，四年监试礼部会试，又主武举。会譟軍经山左，为侍御出境后两月事，坐谪补上林苑左丞，寻晋南铨主政，历稽勋正郎，升山东东昌道副使，驻临清。后以失陷属邑，兵部擬遣戍，疏辨，下旨免戍。卒年六十七。墓在县北十五里曹古疃。

## 家族
曾祖高禄。祖父高鑽。父高凌烟。